# Monotoma subquadrifoveolata
Monotoma subquadrifoveolata is een keversoort uit de familie kerkhofkevers (Monotomidae). De wetenschappelijke naam van de soort werd in 1858 gepubliceerd door George Robert Waterhouse.